# ロワール川

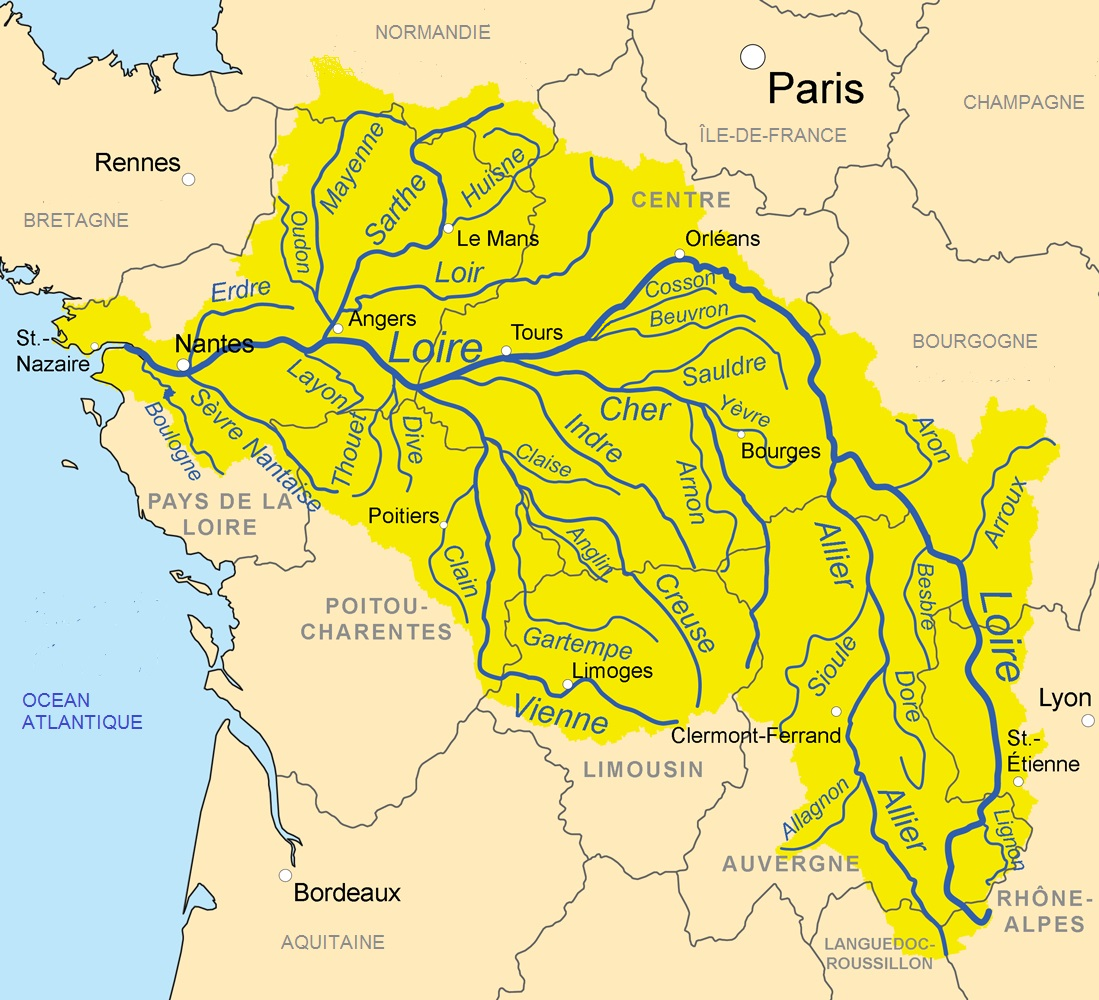
ロワール川流域

ロワール川（ロワールがわ、フランス語：Loire [lwaʁ] ( 音声ファイル)、オック語：Léger/Leir、アルピタン語：Lêre、ブルトン語：Liger）は、フランスの中央部を流れる川である。長さはフランス最長で1,012 km、流域面積は117,000 km²でフランスの面積の5分の1を占める。中央高地に源を発し、大西洋に注ぐ。
ロワール渓谷の中部は、2000年にユネスコの世界遺産に登録された。

## 名称の由来
「ロワール」という名前は、ラテン語のLigerから来ており、ガリア語（ケルト語）での川の名前「liga」の転写である。ガリア語で「liga」は「沈殿物」を意味する。この単語は、ぶどう酒などの澱を意味するフランス語のlieや、英語のleesとなった。「liga」は、インド・ヨーロッパ祖語の「横たわる」を意味する「*legh-」から来ており、この祖語は英語のlay、ledge、lawなど多くの単語の元となった。
フランス語には、川の名前を元にした形容詞ligérienがある。le climat ligérien（ロワール谷の気候）のように使われ、北フランスでもっとも心地よい気候を意味する。冬は暖かく、大陸性の気候と違って極端な気温の変化がない気候のことである。

## 地理
セヴェンヌ高地の北東に源を発し、ロアンヌとヌヴェールを北へ流れる。オルレアンで西方に変え、トゥールを流れてナントで大西洋に注ぐ。
平野部の傾斜度が緩く流域が広大なため、しばしば深刻な洪水が起こっており、1856年、1866年、1910年のものが知られている。
西ヨーロッパの川としては珍しく、自然な流れの障害となるダムや水門は少ない。それにより、ロワール川では船による旅行を可能とし、田園風景や石灰岩の崖、童話の世界のような城の景観を楽しむことができるため人気が高い。

## 支流
- アリエ川
- シェール川
- アンドル川
- ロワレ川（フランス語版）
- メーヌ川
  - マイエンヌ川
  - サルト川
  - ロワール川 (支流)
- ヴィエンヌ川
- エルドル川（フランス語版）

## 流域の自治体

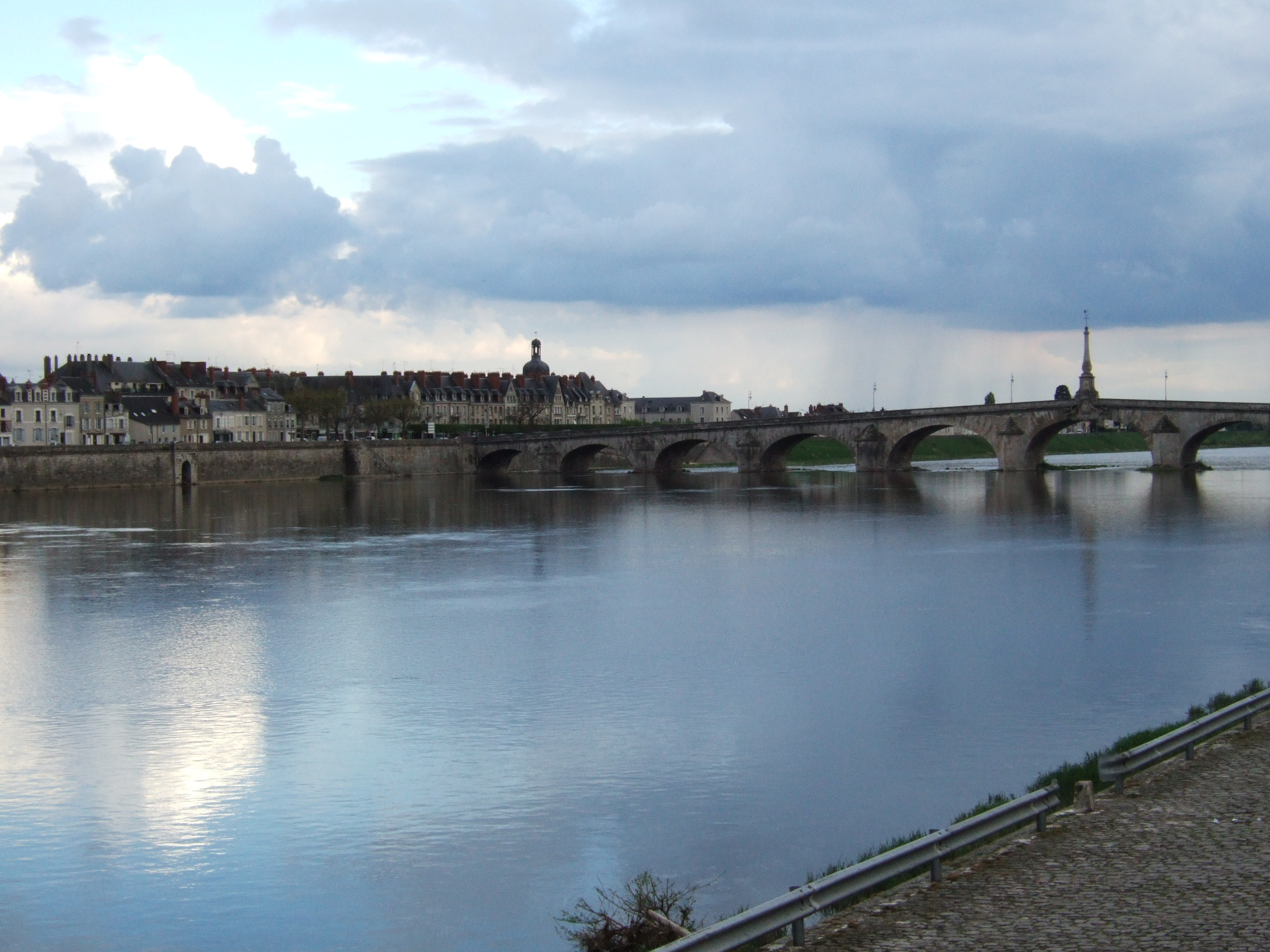
ブロワを流れるロワール川

フランスの県のいくつかは、ロワール川にちなんだ名前を持っている。このうち、ロワール＝エ＝シェール県の名は本流ではなく支流のロワール川 (Loir) に由来する。
アルデシュ県
オート＝ロワール県
ル・ピュイ＝アン＝ヴレ
ロワール県
サン＝テティエンヌ、ロアンヌ
ソーヌ＝エ＝ロワール県
ディゴワン
アリエ県
ムーラン
ニエーヴル県
ヌヴェール
シェール県
サンセール
ロワレ県
ジアン、オルレアン
ロワール＝エ＝シェール県
ブロワ
アンドル＝エ＝ロワール県
アンボワーズ、トゥール
メーヌ＝エ＝ロワール県
ソミュール
ロワール＝アトランティック県
アンスニ、ナント、サン＝ナゼール

## 流域の観光地
流域には多くの古城が残り、観光名所となっている。
- ブロワ城
- アンボワーズ城
- シュノンソー城
- シュヴェルニー城
- シャンボール城
- ユッセ城
- アゼ＝ル＝リドー城
- ショーモン城